# إدوين بيرسي ويبل
إدوين بيرسي ويبل (بالإنجليزية: Edwin Percy Whipple) هو صحفي وكاتب ومؤلف أمريكي، ولد في 8 مارس 1819 في غلوستر في الولايات المتحدة، وتوفي في 16 يونيو 1886 في بوسطن في الولايات المتحدة.